# Felisberto Teixeira
Felisberto Teixeira (Parigi, 16 maggio 1970) è un pilota motociclistico portoghese ritiratosi dall'attività agonistica.

## Carriera
Nel 1997, in sella ad una Yamaha, si classifica diciannovesimo nel campionato Europeo classe 250. La sua prima presenza sulle scene iridate del motomondiale, quale wild card, risale al Gran Premio motociclistico di Spagna 1998, nella classe 500 in sella ad una Honda NSR 500 V2 del team Shell Advance Racing. Nello stesso anno gareggia nel campionato europeo Supersport classificandosi venticinquesimo.
Nel 1999 partecipa assiduamente al campionato mondiale Supersport con una Honda CBR 600F del team Honda Portugal Galp. Delle nove gare in cui è iscritto riesce a qualificarsi solo a tre, non riuscendo mai ad ottenere punti per la graduatoria piloti. Ritorna nel motomondiale nel 2000, in occasione del GP del Portogallo, questa volta in classe 250 guidando una Yamaha. Anche in questa occasione, così come in tutte le gare iridate a cui ha preso parte, non ha conquistato punti validi per la classifica.
Oltre al motociclismo si è dedicato anche ai Rally disputando nel 2006 la Citroën C2 Cup in Portogallo.

## Risultati in gara

### Motomondiale
| 1998 | Classe | Moto  |  |  |    |  |  |  |  |  |  |  |  |  |  |  |  |  | Punti | Pos. |
| ---- | ------ | ----- |  |  | -- |  |  |  |  |  |  |  |  |  |  |  |  |  | ----- | ---- |
| 1998 | 500    | Honda |  |  | 22 |  |  |  |  |  |  |  |  |  |  |  |  |  | 0     |      |

| 2000 | Classe | Moto   |  |  |  |  |  |  |  |  |  |  |  |    |  |  |  |  | Punti | Pos. |
| ---- | ------ | ------ |  |  |  |  |  |  |  |  |  |  |  | -- |  |  |  |  | ----- | ---- |
| 2000 | 250    | Yamaha |  |  |  |  |  |  |  |  |  |  |  | 18 |  |  |  |  | 0     |      |

| Legenda | 1º posto        | 2º posto            | 3º posto            | A punti      | Senza punti        | Grassetto – Pole position Corsivo – Giro più veloce |
| Legenda | Gara non valida | Non qual./Non part. | Ritirato/Non class. | Squalificato | '-' Dato non disp. | Grassetto – Pole position Corsivo – Giro più veloce |

### Campionato mondiale Supersport
| 1999 | Moto  |  |  |    |    |    |    |    |    |    |    |     | Punti | Pos. |
| ---- | ----- |  |  | -- | -- | -- | -- | -- | -- | -- | -- | --- | ----- | ---- |
| 1999 | Honda |  |  | NQ | NQ | NQ | NQ | 20 | 21 | NQ | NQ | Rit | 0     |      |

| Legenda | 1º posto        | 2º posto            | 3º posto           | A punti      | Senza punti        | Grassetto – Pole position Corsivo – Giro più veloce |
| Legenda | Gara non valida | Non qual./Non part. | Ritirato/Non class | Squalificato | '-' Dato non disp. | Grassetto – Pole position Corsivo – Giro più veloce |